# Dario Del Fabro
Dario Del Fabro (Alghero, 24 de marzo de 1995) es un futbolista italiano. Juega como defensor en la Catania F. C. de la Serie C.

## Trayectoria
Llegó en 2008 y comenzó su carrera en el Cagliari Calcio luego de ser descubierto por el director de la academia, Gianfranco Matteoli. Hizo su debut como profesional en la Copa de Italia el 5 de noviembre de 2012 contra el Delfino Pescara 1936. Jugó los 90 minutos. Hizo su debut en la Serie A el 21 de diciembre de 2012 contra la Juventus. Ingresó por Marco Sau en el minuto 67.
El 3 de agosto de 2014 se unió al Delfino Pescara 1936 de la Serie B en un préstamo durante toda la temporada. El préstamo fue terminado posteriormente para que pudiera unirse al Leeds United en su lugar.
El 31 de agosto fichó por el Leeds United en un préstamo por toda la temporada 2014-15 con la opción de compra.

## Selección nacional
En 2010 fue convocado por la selección de Italia sub-16, donde capitaneó al equipo, antes de graduarse en 2011 y pasar a la selección de Italia sub-17, y luego a la selección de Italia sub-18 años en 2012. En 2013 hizo su debut con la selección de Italia sub-19 y anotó su primer gol con la camiseta Azzurra.

## Clubes
| Club                              | País         | Año       |
| --------------------------------- | ------------ | --------- |
| Cagliari Calcio                   | Italia       | 2012-2017 |
| Leeds United F. C. (cedido)       | Inglaterra   | 2014-2015 |
| Ascoli Calcio 1898 F. C. (cedido) | Italia       | 2015-2016 |
| A. C. Pisa 1909 (cedido)          | Italia       | 2016-2017 |
| Juventus de Turín                 | Italia       | 2017-2022 |
| Novara Calcio (cedido)            | Italia       | 2017-2018 |
| U. S. Cremonese (cedido)          | Italia       | 2018-2019 |
| Kilmarnock F. C. (cedido)         | Escocia      | 2019-2020 |
| ADO Den Haag (cedido)             | Países Bajos | 2020-2021 |
| R. F. C. Seraing (cedido)         | Bélgica      | 2021-2022 |
| A. S. Cittadella                  | Italia       | 2022-2023 |
| Yverdon-Sport F. C.               | Suiza        | 2023-2024 |
| S. S. Arezzo                      | Italia       | 2024-     |
| Catania F. C. (cedido)            | Italia       | 2025-     |